# Prescott Island
Prescott Island är en ö i Kanada.   Den ligger i territoriet Nunavut, i den nordöstra delen av landet, 3 300 km nordväst om huvudstaden Ottawa. Arean är 412 kvadratkilometer.
Terrängen på Prescott Island är lite kuperad. Öns högsta punkt är 344 meter över havet. Den sträcker sig 30,0 kilometer i nord-sydlig riktning, och 18,9 kilometer i öst-västlig riktning.
Trakten runt Prescott Island består i huvudsak av gräsmarker. Trakten runt Prescott Island är nära nog obefolkad, med mindre än två invånare per kvadratkilometer.